# Hiro Murai
Hiro Murai (Tokyo, 15 luglio 1983) è un regista, produttore cinematografico, attore, direttore della fotografia e sceneggiatore giapponese.

## Biografia
Hiro Murai è nato il 15 luglio 1983 a Tokyo. È figlio del compositore giapponese Kunihiko Murai. Quando aveva nove anni, si è trasferito a Los Angeles, in California. Successivamente, si è laureato alla USC School of Cinematic Arts.
Dopo essersi laureato, ha incominciato a lavorare come direttore della fotografia per numerosi video musicali.

## Carriera
Nel 2013, ha diretto il cortometraggio Clapping for the Wrong Reason, con Childish Gambino, Chance the Rapper e Danielle Fisher. Dal 2016, dirige parecchi episodi della serie TV Atlanta, collaborando nuovamente con Donald Glover. Per il suo lavoro nella seria, ha ricevuto tre nomination agli Emmy. Nello stesso anno, ha diretto una pubblicità della Nike con protagonista Chance the Rapper. Nel 2017 ha diretto un episodio di Snowfall e di Legion. Inoltre nel 2018, ha diretto il video musicale di This Is America. L'anno seguente, per il suo lavoro ha vinto un Grammy Award al miglior videoclip. Nel 2019 ha diretto il film di Prime Video, Guava Island, con protagonisti Donald Glover e Rihanna.
Nel 2021, ha diretto due episodi della miniserie fantascientifica di HBO Max, Station Eleven.

## Filmografia

### Regista

#### Cinema
- How to Become an Outlaw (2014)
- Guava Island (2019)

#### Televisione
- Atlanta - serie TV, 26 episodi (2016-2022)
- Legion - serie TV, episodio 1x06 (2017)
- Snowfall - serie TV, episodio 1x04 (2017)
- Sea Oak - film TV (2017)
- Barry - serie Tv, 4 episodi (2018-2019)
- Station Eleven - miniserie TV, 2 episodi (2021)
- Mr. & Mrs. Smith - serie TV, 2 episodi (2024)

#### Cortometraggi
- The Outlaw Emmett Deemus & Willy Jones (2009)
- Clapping for the Wrong Reasons (2013)

#### Videoclip
- Seeinsquares - The Willowz (2006)
- Heartless - The Fray (2009)
- Airplanes - B.o.B feat. Hayley Williams (2010)
- DJ Got Us Fallin' in Love - Usher feat. Pitbull (2010)
- Heartbeat - Enrique Iglesias feat. Nicole Scherzinger (2010)
- The Show Goes On - Lupe Fiasco (2010)
- Heartbeat - Enrique Iglesias feat. Sunidhi Chauhan (2011)
- Stereo Hearts - Gym Class Heroes feat. Adam Levine (2011)
- It's Only Life - The Shins (2012)
- She Wolf (Falling to Pieces) - David Guetta feat. Sia (2012)
- Chum - Earl Sweatshirt (2012)
- 3005 - Childish Gambino (2013)
- Sweatpants - Childish Gambino feat. Problem (2014)
- Smooth Sailing - Queens of the Stone Age (2014)
- Gold - Nick Murphy (2014)
- Do You - Spoon (2014)
- Never Catch Me - Flying Lotus feat. Kendrick Lamar (2014)
- Telegraph Ave - Childish Gambino (2014)
- Sober - Childish Gambino (2015)
- Take It There - Massive Attack feat. Tricky & 3D (2016)
- Black Man in a White World - Michael Kiwanuka (2016)
- Dis Generation - A Tribe Called Quest (2017)
- This Is America - Childish Gambino (2018)
- sad day - FKA twigs (2020)
- Little Foot Big Food - Childish Gambino feat. Young Nudy (2024)

### Produttore

#### Cinema
- Guava Island (2019)

#### Televisione
- Atlanta - serie TV, 41 episodi (2016-2022)
- Sea Oak - film TV (2017)
- Station Eleven - miniserie TV, 10 episodi (2021-2022)
- The Bear - serie TV, 28 episodi (2022-in corso)
- Mr. & Mrs. Smith - serie TV, 8 episodi (2024)

#### Cortometraggi
- Boiling Point: The Fight to Save America's Restaurants, regia di Antonio Diaz (2020)

#### Attore
- Barry - serie TV, episodio 3x04 (2022)

#### Sceneggiatore
- She Wolf (Falling to Pieces) - David Guetta feat. Sia (2012)

### Direttore della fotografia

#### Televisione
- Funny or Die Presents... - serie TV, 2 episodi (2010)
- Drunk History - serie TV, 2 episodi (2010)

#### Cortometraggi
- Left Behind, regia di Yvette M. Amirian (2005)

## Riconoscimenti
- Premio Emmy
  - 2017 – Candidatura alla miglior serie commedia per Atlanta
  - 2018 – Candidatura alla miglior serie commedia per Atlanta
  - 2018 – Candidatura alla regia in una serie commedia per Atlanta (per l'episodio Teddy Perkins)
  - 2022 – Candidatura miglior regia in una serie commedia per Atlanta (per l'episodio Nuovo Jazz)
  - 2022 – Candidatura alla miglior regia in una miniserie o film per Station Eleven (per l'episodio Wheel of Fire)
  - 2023 - Miglior serie commedia per The Bear
  - 2024 - Candidatura alla miglior serie drammatica per Mr. & Mrs. Smith
  - 2024 - Candidatura alla miglior serie commedia per The Bear
  - 2024 - Candidatura alla miglior regia in una serie drammatica per Mr. & Mrs. Smith (per l'episodio Primo appuntamento)
- Premio BAFTA
  - 2023 - Candidatura alla miglior serie internazionale per The Bear

- Grammy Award
  - 2019 – Miglior videoclip per This Is America

- MTV Video Music Awards
  - 2015 – Candidatura alla miglior regia per Sober
  - 2018 – Miglior regia per This Is America